# Wahlen 1899
◄◄ | ◄ | 1895 | 1896 | 1897 | 1898 | Wahlen 1899 | 1900 | 1901 | 1902 | 1903 | ► | ►►

Weitere Ereignisse
Einige Wahlen, die im Jahre 1899 stattfanden:
- Allgemeine Wahlen in Liberia
- Präsidentenwahl in Peru
- 25. April: Parlamentswahl in Bulgarien 1899
- Am 7. Mai Provinz- und Gemeindewahlen auf den Philippinen
- Am 29. Oktober die Schweizer Parlamentswahlen 1899
- Am 26. November Parlamentswahlen in Portugal
- Am 6. und 19. Dezember Allgemeine Wahlen in Neuseeland